# Nikita Zacharow
Nikita Władimirowicz Zacharow (ros. Никита Владимирович Захаров; ur. 14 czerwca 1987 w Dmitrowie) – rosyjski bobsleista, olimpijczyk.

## Kariera
W 2014 roku wystartował w czwórkach na igrzyskach olimpijskich w Soczi, gdzie razem z Piotrem Moisiejewem, Nikołajem Chrienkowem i Maksimem Mokrousowem zajął piętnaste miejsce w czwórkach. Był też między innymi jedenasty w tej konkurencji na rozgrywanych rok później mistrzostwach świata w Winterbergu. Jak dotąd nie stanął na podium zawodów Pucharu Świata.